# Galería Obelisco Sur

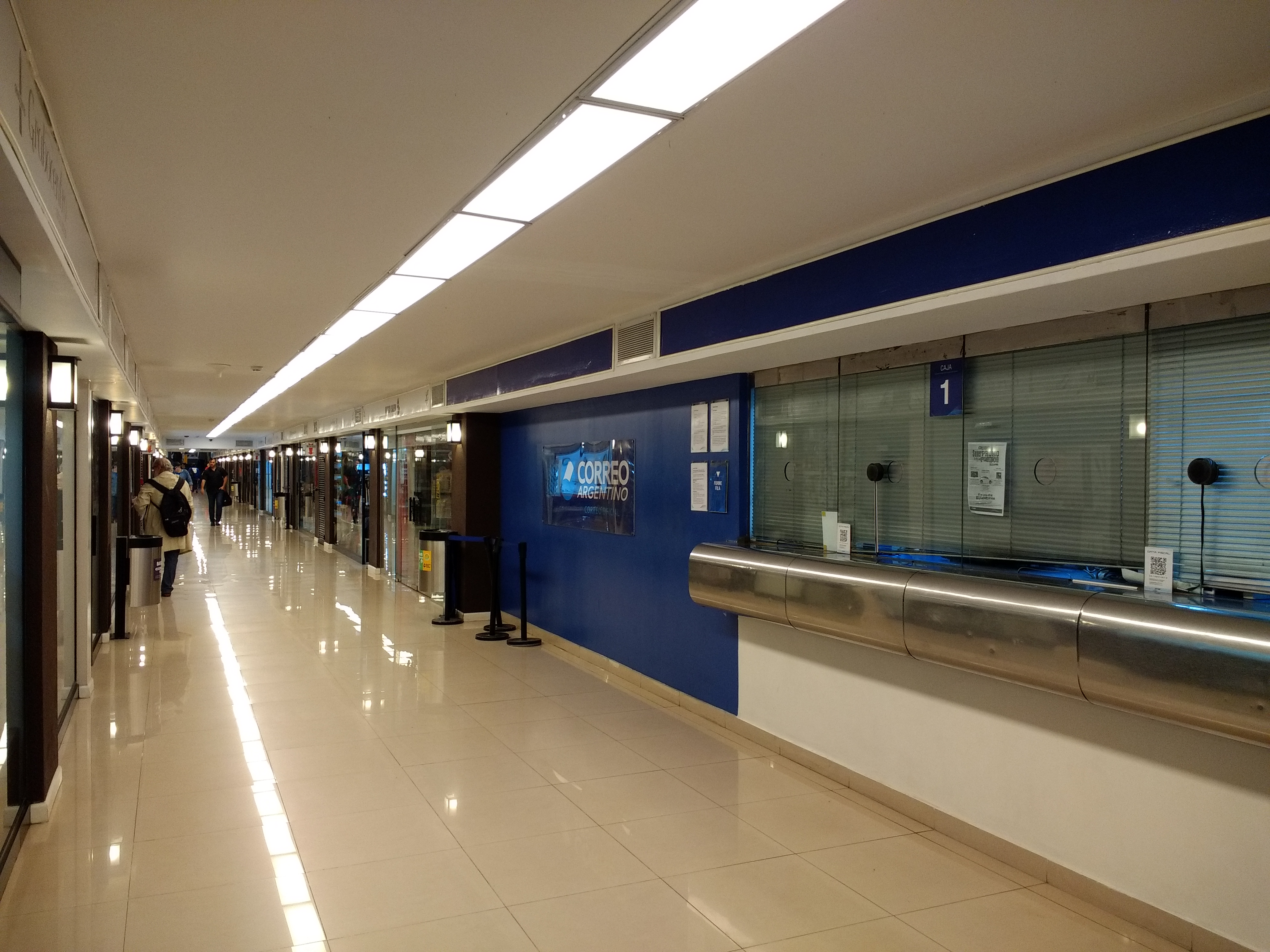
Galería Obelisco Sur

La Galería Obelisco Sur "Pedro de Mendoza" es un pasaje subterráneo comercial que conecta las calles Carlos Pellegrini y Cerrito, pasando bajo la Avenida 9 de Julio, entre la Avenida Corrientes y la calle Sarmiento, junto al Obelisco.
Tiene conexión con la boletería de la estación 9 de Julio de la línea D del Subte de Buenos Aires, y fue habilitado en 1964. Desde 2014, cuando fue remodelado, es administrado por Subterráneos de Buenos Aires.
Posee más de 50 locales comerciales en donde se venden desde comida y bebidas, pasando por antigüedades, hasta objetos de uso cotidiano y arte, hay lustrabotas, cerrajerías y una sucursal del Correo Argentino.